# Calçoene
Calçoene est une municipalité et une ville de l'État de l'Amapá, Brésil.
Sur son territoire se trouve le mystérieux site archéologique de Calçoene découvert en 2006.

## Géographie
Calçoene est bordée par les municipalités d'Amapá et Pracuúba au sud, de Serra do Navio à l'ouest et d'Oiapoque au nord, l'Océan Atlantique à l'est.
Elle est composée de trois districts :
- Calçoene, la ville ;
- Cunani (en) ;
- Lourenço (en).

## Histoire
L'origine de la municipalité actuelle remonte au XVIIe siècle quand les incursions des navigateurs européens incitèrent la Couronne portugaise, alors unie à l'Espagne, à prendre des mesures pour maintenir sa domination dans la région. En 1634, par l'Ordonnance royale du 14 juin, Philippe IV crée la Capitainerie du Cabo Norte, aussi appelée Côte du Cap Nord (Costa do Cabo Norte), qu'il attribua à Bento Maciel Parente. Les terres s'étendaient du rio Oiapoque jusqu'au rio Amazonas et, à l'est, jusqu'au rio Paru, où se situait le territoire de Calçoene, un ancien district de la municipalité d'Amapá depuis l’intégration du Contesté franco-brésilien d'Amapá au territoire brésilien en 1901.
La découverte des mines d’or du rio Calçoene réveilla la fièvre de l’or chez les habitants de la Guyane française, réactivant les problèmes politiques de frontières accumulés depuis l’ère coloniale. La lutte pour le contrôle de la région se termina par la victoire des Brésiliens, commandés par Francisco Xavier da Veiga Cabral, dit Cabralzinho [Quoi ?][réf. nécessaire].
L’implantation de Calçoene se fit par l’arrivée de prospecteurs et d’orpailleurs et par le mouvement généré par l’activité des mines. Située sur la rive gauche du rio Calçoene, au pied de la première cascade, point important pour le transport de marchandises vers les mines de Lourenço, la localité se développa rapidement. Avant l’incorporation de la région au territoire brésilien, des explorateurs construisirent, dans le dernier quart du XIXe siècle, un train à voie unique reliant Calçoene à Lourenço.

## Formation administrative
Le district fut créé le 16 avril 1903, par la loi n° 15 et la municipalité le 22 décembre 1956, par la loi n° 3055, l’"émancipant" de la municipalité d'Amapá.

## Économie
L'extraction de l'or a été jusqu'à récemment un poste important de l'économie, laissant des traces durables sur l'environnement de la région.
- Revenu per capita (2000) : R$ 136,15 (Change 2000 : R$1,00 = 4,00 FF)[2]
- PIB per capita (2000) : R$ 515,37[3]

## Maires
- 2008 Maria Lucimar da Silva Lima (PMDB) - élu avec 2068 voix.
- 2004 Jose Jorge Pereira Recio (PDT) - élu avec 2159 voix.
- 2000 Adelson José Deniur de Almeida (PSB) - élu avec 1227 voix.

## Démographie
- Espérance de vie : ? ans (200x)
- Coefficient de mortalité infantile (200x) : ? pour 1000[4]
- Taux d’analphabétisme (2000) : 12,89 %[5]
- Croissance démographique (2006) : 2,27 % par an
- Indice de Développement Humain (IDH) : 0,688[6]
- 46,40 % de femmes
- 53,60 % d'hommes
- 78,32 % de la population est urbaine
- 21,68 % de la population est rurale